# 阿部純子
阿部純子（1993年5月7日—），日本女演員、模特兒，舊藝名為吉永淳。出身於大阪府，身高160公分，血型A型。

## 來歷
小學的時候，曾被阪急百貨店招募，成為廣告的模特兒。之後到中學時，也擔任時裝雜誌Hana* chu→模特兒和扮演富士電視台動畫棋靈少女中的虛構角色。
2010年，在電影奪命捉迷藏2被電影導演柴田一成啟用為女主角，以新人之姿與演員石田卓也、三浦翔平等共同出演。。
2012年，在富士電視台播出的電視劇《理想的兒子》中，扮演進入男校的的高中女生角色因此獲得關注，部落格到訪人數瞬間達到22萬人次。2017年3月，畢業於慶應義塾大學。

## 人物
- 《奪命捉迷藏2》導演柴田一成認為她「是一位直覺良好的女演員」、「不像是偶像的演員臉」、「未來一定會成為日本知名的女演員」[2]。
- 興趣是潛水[2]。
- 專長是從三歲開始學習的鋼琴及長笛[2]。
- 中學時期進入吹奏樂部社團，負責吹奏長笛[1]。高校在大阪府明星學校就讀，參加合氣道社團[2][4]。

## 演出

### 電影
- 第二扇窗（日语：2つ目の窓） （2014年）- 杏子 役
- 奪命捉迷藏2（2010年）- 佐藤愛 役
- 秋田犬蓬夫（日语：わさお）（2011年）- 田川真希 役
- 交會隧道[永久]（2011年）- 主演 外山咲子 役
- 人行道上的花花公子（日语：あぜ道のダンディ）（2011年）- 宮田桃子 役
- 黎明破曉的街道（2011年）- 仲西秋葉 役
- 孤狼の血 （2018年）- 岡田桃子 役
- 親愛的她 （2020年）- 彩乃 役

### 電視劇
- 電視劇W「Beat」（2011年2月13日，WOWOW）- 樋口照美 役
- 理想的兒子 第5話 - 最終話（2012年2月11日 - 3月17日，日本電視台）- 豹塚昌子 役
- 高橋留美子劇場 第1章「紅花束」（2012年7月8日，NHK BS Premium）- 不破はづき 役
- D×TOWN「間諜特區」（2012年7月，東京電視台）- 北川夏海 役
- 當家姐姐（2016年4月，NHK晨間劇）- 中田綾→村野綾 役
- 有喜歡的人（2016年7月－ 9月，富士電視台）- 石川若葉 役
- OLD ROOKIE 第6話（2022年8月7日，TBS）- 新垣あかね 役

### 雜誌
- Hana* chu→（日语：Hanachu）（主婦之友社（日语：主婦の友社））專屬模特兒

### 持續參與活動
- DIABLE De NUBILE（日语：ジャヴァグループ）
- Nissen（日语：ニッセンホールディングス） 「なかよし共和國」

### 廣告
- 廣告寫真
- 梅田阪急百貨店 甜蜜伴侶

#### 電視廣告
- 三得利
  - C.C. Lemon 維生素Cトルズ 飾演妹妹
  - 三得利集團CM 『向上前進』篇、『仰望夜空的星星』篇（2011年4月）

## 外部連結
- 阿部純子 （页面存档备份，存于） - 事務所個人網頁 （日語）
- 吉永淳オフィシャルブログ Powered by Ameba （页面存档备份，存于） （日語）